# Josef Frank (politik)

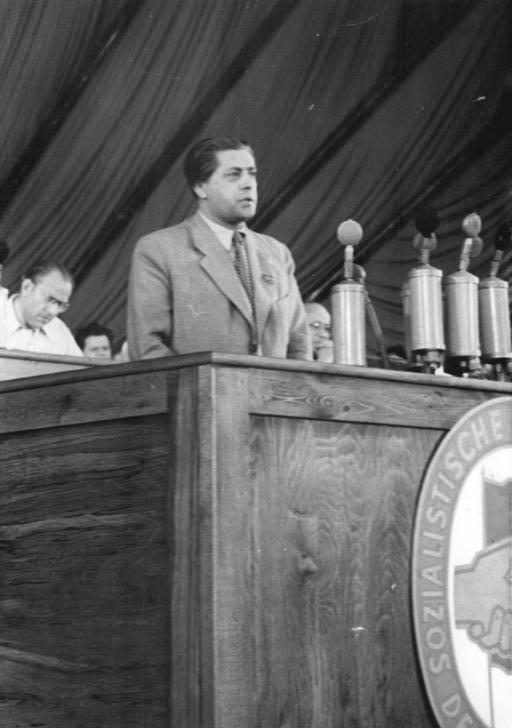
Josef Frank na třetím sjezdu Sjednocené socialistické strany Německa roku 1950

Josef Frank (15. února 1909 Prostějov – 3. prosince 1952 Praha) byl český a československý politik Komunistické strany Československa a poúnorový poslanec Národního shromáždění ČSR. Popravený v rámci politických procesů v 50. letech 20. století.

## Biografie
Od konce 20. let byl úředníkem v prostějovské oděvní firmě. Od raného věku se politicky angažoval. Od roku 1926 byl členem komunistické mládeže a čtyři roky později vstoupil do KSČ. Ve 30. letech pracoval satelitních komunistických organizacích (ústředí družstva Včela, byl předsedou odborového svazu Federace soukromých zaměstnanců). Za války působil v komunistickém odboji na Prostějovsku a v letech 1939 – 1945 byl vězněn v koncentračním táboře Buchenwald.
Po válce zastával četné vysoké stranické funkce. VIII. sjezd KSČ ho zvolil členem Ústředního výboru Komunistické strany Československa. IX. sjezd KSČ ho ve funkci potvrdil. V období březen 1946 – leden 1952 byl zároveň členem předsednictva ÚV KSČ (v roce 1948 zastával post člena užšího předsednictva ÚV KSČ). Od října 1945 do září 1951 byl členem sekretariátu ÚV KSČ a od května 1949 do září 1951 a znovu od září 1951 do září 1952 rovněž členem organizačního sekretariátu ÚV KSČ. Od dubna 1946 do září 1951 měl také pozici zástupce generálního tajemníka KSČ a od září 1951 do ledna 1952 tajemníka ÚV KSČ. Zasedal rovněž v nejvyšším zákonodárném sboru. Ve volbách roku 1948 byl zvolen do Národního shromáždění za KSČ ve volebním kraji Jihlava. Jeho politická a stranická kariéra ovšem v roce 1952 náhle skončila. V březnu 1952 byl uvolněn z funkce člena ÚV KSČ a v květnu 1952 se vzdal funkce poslance (nahradil ho Karel Peck).
Na základě vykonstruovaných obvinění byl v roce 1952 vyloučen z KSČ. Následně byl zatčen a odsouzen k trestu smrti v procesu s protistátním spikleneckým centrem Rudolfa Slánského a popraven. V roce 1963 byl právně, občansky a stranicky rehabilitován. V roce 1968 obdržel vyznamenání Hrdina ČSSR in memoriam.
Jeho bratrem byl Eduard Frank, další prostějovský komunistický funkcionář, který se během pražského jara angažoval v reformním hnutí, byl zde předsedou Okresního výboru Národní fronty a působil i jako poslanec České národní rady a Sněmovny národů Federálního shromáždění. Dalším bratrem byl Vítězslav Frank, který zasedal v ČNR a FS společně se sourozencem Eduardem.